# 1976-os olaszországi parlamenti választások
| Koalíciós listavezető    | Benigno Zaccagnini                        | Enrico Berlinguer                         | Francesco De Martino                      | Giorgio Almirante                         |
| ------------------------ | ----------------------------------------- | ----------------------------------------- | ----------------------------------------- | ----------------------------------------- |
| Párt neve                | Olasz Kereszténydemokrata Párt            | Olasz Kommunista Párt                     | Olasz Szocialista Párt                    | Olasz Szociális Mozgalom                  |
| Választási koalíció      | -                                         | -                                         | -                                         | -                                         |
| Szavazatok száma         | 14 218 298 38,7%                          | 12 622 728 34,4%                          | 3 542 998 9,6%                            | 2 238 339 6,1%                            |
| Mandátumok               | Képviselőház:263 / 630 Szenátus:135 / 315 | Képviselőház:227 / 630 Szenátus:116 / 315 | Képviselőház: 57 / 630 Szenátus: 29 / 315 | Képviselőház: 35 / 630 Szenátus: 15 / 315 |
| Változás %               | 0.7                                       | 7.2                                       | 0.4                                       | 2.6                                       |
| Változás a mandátumokban | 3                                         | 48                                        | 8                                         | 21                                        |

Az 1976-os olaszországi parlamenti választásokat 1976. június 20.-án tartották Olaszországban. Ez volt az első választás amikor 18 év feletteiknek már lehetett szavazni.
A Kereszténydemokrata Párt maradt továbbra is az első helyen 36%-os eredménnyel, de a második helyen végzett, Enrico Berlinguer vezette Olasz Kommunista Párt 7 százalékponttal több szavazatot kapott, mint az előző választáskor. A két párt között 4%-os különbség volt. Sok olasz ekkor szembesült először azzal, hogy van esély egy teljesen új kormány felállására.

## Választási rendszer
A Képviselőházi mandátumokat tisztán pártlistás arányos választási rendszer volt. Az olaszországi megyéket 32 választókerületre osztották fel: mindegyik többmandátumos volt. Választókerületi szinten nyílt listás szavazásban volt mandátum kiosztás Hare-Niemeyer módszer és Imperiali kvóta alapján. A töredékszavazatokat országos szinten osztották ki Hare-kvóta alapján a második legtöbb szavazatot kapott jelöltnek. A képviselőkre minden 18. életévét betöltött olasz állampolgár szavazhatott.
A Szenátusi mandátumoknál ugyanaz a 32 választókerület volt adott, viszont a szenátorokra csak 25. életévüket betöltött olasz állampolgárok szavazhattak. Az adott választókerületben az a szenátor-jelölt lesz a győztes, aki a szavazatok legalább 65%-át gyűjti össze preferencia listás szavazáson. A töredékszavazatokat regiónként pártlistás szinten osztják ki D'Hondt-módszernek megfelelően.

## Történelmi háttér
Habár az 1970-es évek Olaszországát, az óloméveket az erőszak jellemezte, ugyanúgy komoly gazdasági és társadalmi fejlődés ment végbe az országban. Az egyre erősödő társadalmi nyomás és elégedetlenség miatt a kereszténydemokraták és koalíciós partnerei - mint a szocialisták - számos politikai, társadalmi és gazdasági reformot hajtottak végre. 1970-ben létrehozták közigazgatási egységként a régiókat Olaszországban, amiknek élére törvényhozói szervként regionális tanácsokat, végrehajtói hatalomként regionális végrehajtó bizottságokat hozott létre. Bevezették a regionális választásokat, amivel a regionális tanácsok képviselőit és a régiók kormányzóit lehetett megválasztani. Komoly fejlesztéseket vittek véghez a közművesítésben, jóléti ellátásokban és az egészségügyi ellátásban. Jelentősen nőttek a szegénynek számító Dél-Olaszországnak szánt kiadások: új indexálási rendszer vezettek be a bérezés terén és a nyugdíjakat is emelték. 1975-ben bevezettek egy olyan törvényt, aminek értelmében az elbocsátott munkavállaló 1 éven keresztül az előző munkahelyén kapott bérének legalább 80%-át kapta meg az állami biztosítási alapból.
Az életszínvonal továbbra is emelkedett: 1970-től évi átlag 25%-kal nőttek a bérek, 1969 és 1978 között összesen 72%-kal nőttek a bérek. Egyes járulékok még további 50-60%-kal növelték a béreket, ami a Nyugati Világ legmagasabbja volt. A munkaórák számát annyira lecsökkenteték, hogy Nyugaton csak Belgiumban volt alacsonyabb a munkaórák száma. A korábban hátrányos helyzetben levő gyári munkások jelentős munkanélküli segélyt kaptak, aminek mérték csak kicsivel volt alacsonyabb a fizetésnél. Ezekben a kompenzációkban eleinte csak az észak-olasz gyári munkások részesülhettek, ahol 1969-es „forró ősz” alatt kiharcolt jogok és eredmények voltak komoly hatással. 1975-től a munkaszerződésekben 100%-os indexálási rendszert vezettek be a bérezéskor, negyedévente történő bérfelülvizsgálattal.
1970-ben vezették be a munkás státuszegyezményt, amit Giacomo Brodolini szocialista munkaügyi miniszter fogalmazott és terjesztett be. Az egyezménnyel megerősödött a szakszervezetek szerepe a gyárakban. Törvényentelenné vált az indokolatlan munkáltatói felmondás. Gyülekezési jogot és szólásszabadságot adott a munkavállalóknak valamint megtiltották a munkáltatóknak hogy jelentést írjanak a szakszervezetekről és hogy nyílvántartásba vegyék a munkavállalók politikai nézeteit. Az egyezmény továbbá megtiltotta a külsős munkaerő alkalmazását, kivéve ha az állami munkaügyi hivatal küldött valakit.
1973-ban Enrico Berlinguer, Olasz Kommunista Párt elnöke meghirdette a történelmi kiegyezés (compromesso storico) politikáját és „demokratikus szövetséget” ajánlott az Aldo Moro vezette kereszténydemokratáknak. Emellett Berlinguer eltávolodott a Szovjetunió politikájától és meghirdette a demokratikus értékeken alapuló eurokommunizmust.
1976-ban a keresztény baloldali szellemiséget valló Benigno Zaccagnini lett a kereszténydemokraták vezetője és pártlista vezetője egyben.

## Pártok és vezetőik
| Párt neve | Párt neve                                  | Ideológia                 | Elnöke               |
| --------- | ------------------------------------------ | ------------------------- | -------------------- |
|           | Olasz Kereszténydemokrata Párt (DC)        | Kereszténydemokrácia      | Benigno Zaccagnini   |
|           | Olasz Kommunista Párt (PCI)                | Eurokommunizmus           | Enrico Berlinguer    |
|           | Olasz Szocialista Párt (PSI)               | Demokratikus szocializmus | Francesco De Martino |
|           | Olasz Szociális Mozgalom (MSI)             | Neofasizmus               | Giorgio Almirante    |
|           | Olasz Demokratikus Szocialista Párt (PSDI) | Szociáldemokrácia         | Pier Luigi Romita    |
|           | Olasz Republikánus Párt (PRI)              | Szociálliberalizmus       | Oddo Biasini         |
|           | Proletár Demokrácia (DP)                   | Trockizmus                | Mario Capanna        |
|           | Olasz Liberális Párt (PLI)                 | Konzervatív liberalizmus  | Valerio Zanone       |
|           | Olasz Radikális Párt (PR)                  | Radikalizmus              | Marco Pannella       |

## Eredmények

### Képviselőház
|                                  |                                            |            |                |            |     |
| Pártok                           | Pártok                                     | Szavazatok | Szavazatok (%) | Mandátumok | +/− |
|                                  | Olasz Kereszténydemokrata Párt (DC)        | 14,209,519 | 38.71          | 262        | −4  |
|                                  | Olasz Kommunista Párt (PCI)                | 12,614,650 | 34.37          | 228        | +49 |
|                                  | Olasz Szocialista Párt (PSI)               | 3,540,309  | 9.64           | 57         | −4  |
|                                  | Olasz Szociális Mozgalom (MSI)             | 2,238,339  | 6.10           | 35         | −21 |
|                                  | Olasz Demokratikus Szocialista Párt (PSDI) | 1,239,492  | 3.38           | 15         | −14 |
|                                  | Olasz Republikánus Párt (PRI)              | 1,135,546  | 3.09           | 14         | −1  |
|                                  | Proletár Demokrácia (DP)                   | 557,025    | 1.52           | 6          | New |
|                                  | Olasz Liberális Párt (PLI)                 | 480,122    | 1.31           | 5          | −15 |
|                                  | Radikális Párt (PR)                        | 394,439    | 1.07           | 4          | New |
|                                  | Déltiroli NNéppárt (SVP)                   | 184,375    | 0.50           | 3          | ±0  |
|                                  | PCI – PSI – PdUP                           | 26,748     | 0.07           | 1          | ±0  |
|                                  | Egyéb pártok                               | 87,014     | 0.24           | 0          | ±0  |
| Érvénytelen/üres szavazó lapok   | Érvénytelen/üres szavazó lapok             | 1,045,512  | –              | –          | –   |
| Összesen                         | Összesen                                   | 37,755,090 | 100            | 630        | ±0  |
| Választásra jogosultak/Részvétel | Választásra jogosultak/Részvétel           | 40,426,658 | 93.39          | –          | –   |
| Forrás: Olasz Belügyminisztérium |                                            |            |                |            |     |

### Szenátus
|                                     |                                            |            |                |            |     |
| Párt                                | Párt                                       | Szavazatok | Szavazatok (%) | Mandátumok | +/− |
|                                     | Olasz Kereszténydemokrtata Párt (DC)       | 12,227,353 | 38.88          | 135        | ±0  |
|                                     | Olasz Kommunista Párt (PCI)                | 10,637,772 | 33.83          | 116        | +22 |
|                                     | Olasz Szocialista Párt (PSI)               | 3,208,164  | 10.20          | 29         | −4  |
|                                     | Olasz Szociális Mozgalom (MSI)             | 2,086,430  | 6.63           | 15         | −11 |
|                                     | Olasz Demokratikus Szocialista Párt (PSDI) | 974,940    | 3.10           | 6          | −5  |
|                                     | Olasz Republikánus Párt (PRI)              | 846,415    | 2.69           | 6          | +1  |
|                                     | Olasz Liberális Párt (PLI)                 | 438,265    | 1.39           | 2          | −6  |
|                                     | PLI – PRI – PSDI                           | 334,898    | 1.06           | 2          | ±0  |
|                                     | Olasz Radikális Párt (PR)                  | 265,947    | 0.85           | 0          | New |
|                                     | Déltiroli Néppárt (SVP)                    | 158,584    | 0.50           | 2          | ±0  |
|                                     | Proletár Demokrácia (DP)                   | 78,170     | 0.25           | 0          | New |
|                                     | PCI – PSI                                  | 52,922     | 0.17           | 1          | +1  |
|                                     | PLI – PRI                                  | 51,353     | 0.16           | 0          | ±0  |
|                                     | DC – RV – UV – UVP – PRI                   | 22,917     | 0.07           | 1          | ±0  |
|                                     | Others                                     | 65,301     | 0.22           | 0          | ±0  |
| Érvénytelen/Üresen hagyott szavazat | Érvénytelen/Üresen hagyott szavazat        | 1,888,027  | –              | –          | –   |
| Összesen                            | Összesen                                   | 32,621,581 | 100            | 315        | ±0  |
| Választásra jogosultak/Részvétel    | Választásra jogosultak/Részvétel           | 34,928,214 | 93.4           | –          | –   |
| Forrás: Olasz Belügyminisztérium    |                                            |            |                |            |     |